# Liste over politologer
Denne liste over politologer er sorteret efternavns-alfabetisk og indeholder politologiske forskere fra adskillige lande, der har ydet væsentlige bidrag til studiet statskundskab.

## A
- Hans Aage[1]
- Bernt Aardal[2]
- Frank Aarebrot[3]
- Rebecca Adler-Nissen[4]
- Toomas Alatalu[5]
- Jevgenija Albats[6]
- Johannes Andersen[7]
- Jørgen Goul Andersen[8]
- Hannah Arendt[9]

## B
- Arthur Bentley[10]
- Eiki Berg[11]
- Lauras Bielinis[12]
- Jean Blondel[13]
- Axel Brusewitz[14]
- Hans Bruyninckx[15]
- Zbigniew Brzezinski[16]
- Roger Buch[17]
- Ralph Bunche[18]
- Karin Bäckstrand[19]

## C
- Evi Christofilopoulou[20]
- Edvin Kanka Ćudić[21]

## D
- Ahmet Davutoğlu[22]
- Kris Deschouwer[23]
- Nikiforos Diamandouros[24]

## E
- Alek Epstein[25]
- Íñigo Errejón[26]
- Gøsta Esping-Andersen[27]

## F
- Petr Fiala[28]
- Norman Finkelstein[29]
- André Freire[30]
- Francis Fukuyama[31]

## G
- André Glucksmann[32]
- Dore Gold[33]
- Daniel Goldhagen[34]
- Aleksei Gromõko[35]
- Anatoli Gromõko[36]

## H
- Johan Haabma[37]
- Ofir Haivry[38]
- Shigeki Hakamada[39]
- Karl Ludwig von Haller[40]
- Alexis Heraclides[41]
- Thomas Hobbes[42]
- Samuel Huntington[43]

## I
- Themur Iakobašvili[44]
- Gjorge Ivanov[45]

## J
- Annika Jagander[46]
- Igor Janev[47]

## K
- Andres Kasekamp[48]
- George F. Kennan[49]
- Gilles Kepel[50]
- Rudolf Kjellén[51]
- Marianne Kneuer[52]
- Jevgeni Kožokin[53]
- Jaroslav Krejčí[54]
- Külliki Kübarsepp[55]

## L
- Willy Wo-Lap Lam[56]
- Christian Lous Lange[57]
- Harold Lasswell[58]
- Staffan I. Lindberg[59]
- Juan Linz[60]
- Bjørn Lomborg[61]
- Oudekki Loone[62]

## M
- Sergei Markov[63]
- Iivi Anna Masso[64]
- David Miller[65]
- Daniel Mitov[66]
- Andrew Moravcsik[67]
- Viacheslav Morozov[68]
- Mehdi Mozaffari[69]

## N
- Elisabeth Noelle-Neumann[70]
- Dieter Nohlen[71]
- Pippa Norris[72]
- Apolo Nsibambi[73]

## O
- Brendan O'Leary[74]
- Cornelius O'Leary[75]
- Dmitri Oreškin[76]
- Elinor Ostrom[77]
- Emanuele Ottolenghi[78]

## P
- Artis Pabriks[79]
- Urmas Paet[80]
- Jiří Pehe[81]
- Risto E. J. Penttilä[82]
- Andrei Piontkovski[83]
- Robert Putnam[84]

## R
- Vicky Randall[85]

## S
- Carl Schmitt[86]
- Radosław Sikorski[87]
- Veiko Spolitis[88]
- Aleksandras Štromas[89]
- Palle Svensson[90]

## T
- Rein Taagepera[91]
- Strobe Talbott[92]
- Filipe Teles[93]
- Éric Toussaint[94]
- Dmitri Trenin[95]

## V
- Alexandre del Valle[96]
- Tatu Vanhanen[97]
- Viljar Veebel[98]
- Eric Voegelin[99]

## W
- Immanuel Wallerstein[100]
- Marlene Wind[101]
- Ole Wæver[102]

## X
- Cai Xia[103]

## Y
- Qin Yaqing[104]
- Liu Yu[105]